# 로만 코드레아누
로만 코드레아누(루마니아어: Roman Codreanu, 1952년 11월 17일~2001년 5월 26일)는 루마니아의 전 레슬링 선수이다. 1976년 하계 올림픽 그레코로만형 슈퍼헤비급에서 동메달을 획득했으며 세계 선수권 대회에서 동메달 2개를 획득했다.